# Anita Loos
Pour les articles homonymes, voir Loos.
 (mai 2025).
Si vous disposez d'ouvrages ou d'articles de référence ou si vous connaissez des sites web de qualité traitant du thème abordé ici, merci de compléter l'article en donnant les références utiles à sa vérifiabilité et en les liant à la section « Notes et références ».
Anita Loos (26 avril 1888 - 18 août 1981) est une scénariste romancière et productrice américaine. Elle est considérée comme l'une des meilleures scénaristes de sa génération avec June Mathis et Frances Marion. Plus ponctuellement, elle a également été actrice.
Elle est notamment l'autrice du roman Les hommes préfèrent les blondes (en) publié en 1925, qui a fait l'objet de deux films et de plusieurs comédies musicales. Elle en écrit aussi la suite Mais ils épousent les brunes. Elle a également signé Gigi, une pièce de théâtre adaptée d'après Gigi une nouvelle de Colette.

## Biographie
En 1912, elle signe avec American Mutoscope and Biograph Company et écrit des scénarios de films avec Mary Pickford et Douglas Fairbanks. Elle épouse en 1919 John Emerson (1875-1956) qui réalise de nombreux films écrits par elle. En 1925 elle écrit un roman dans la veine comique, Les Hommes préfèrent les blondes, illustré par Ralph Barton, adapté au théâtre, puis à l'écran par Malcolm St. Clair (1928) puis par Howard Hawks des années plus tard (1953). Elle écrit des films avec Jean Harlow, La Femme aux cheveux rouges (Red-Headed Woman) de Jack Conway 1932, La Loi du plus fort (Riffraff) de W. Ruben 1936, Saratoga de Jack Conway 1937, mais aussi pour W. S. Van Dyke (San Francisco 1936) et George Cukor (Femmes, The Women) 1939 et Suzanne et ses idées (Susan and God) 1940).
Elle a aussi écrit à la fin de sa vie des livres de souvenirs (A Girl Like I, 1966 ; Kiss Hollywood, Good bye, 1974 ; Cast of Thousands, 1977).

### Vie privée
Anita Loos s'est mariée avec Frank Pallma, Jr. (1915–1919) (divorce) puis avec John Emerson (1920–1956) (sa mort).

## Filmographie
Sauf indication contraire, les informations mentionnées dans cette section peuvent être confirmées par la base de données cinématographiques IMDb,  présente dans la section « Liens externes ».

### Scénariste
- 1912 : Le Chapeau de New York (The New York Hat) de D. W. Griffith : scénario
- 1913 : La Jeune Téléphoniste et la Femme du monde (The Telephone Girl and the Lady) de D. W. Griffith : scénario
- 1913 : The Mistake : scénario
- 1914 : The Saving Grace : scénario
- 1914 : A Lesson in Mechanics : scénario
- 1914 : The Gangsters of New York : scénario (non créditée)
- 1914 : When the Road Parts : scénario
- 1914 : The Hunchback : scénario
- 1914 : Billy's Rival : scénario
- 1915 : A Ten-Cent Adventure : scénario
- 1916 : Le Métis (The Half-Breed) d'Allan Dwan : scénario
- 1916 : Intolérance de D. W. Griffith : intertitres
- 1916 : American Aristocracy : histoire
- 1916 : The Little Liar : scénario
- 1916 : The Wharf Rat : histoire et scénario
- 1916 : A Wild Girl of the Sierras : scénario
- 1916 : Le Mystère du poisson volant (The Mystery of the Leaping Fish) de Christy Cabanne et John Emerson : intertitres
- 1916 : His Picture in the Papers : scénario
- 1916 : The Social Secretary : scénario
- 1916 : L'Américain (The Americano) de John Emerson : scénario et intertitres
- 1917 : Reaching for the Moon : scénario
- 1917 : In Again--Out Again : scénario
- 1917 : A Daughter of the Poor : scénario
- 1917 : Down to Earth : scénario
- 1917 : Wild and Woolly : scénario
- 1918 : Good-Bye, Bill : scénario
- 1918 : Hit-the-Trail Holliday : scénario
- 1918 : Let's Get a Divorce : scénario
- 1918 : Come on in : scénario et intertitres
- 1919 : A Temperamental Wife : scénario
- 1919 : The Isle of Conquest : scénario
- 1919 : Oh, You Women : scénario
- 1919 : A Virtuous Vamp : scénario
- 1919 : Getting Mary Married : histoire
- 1920 : Dangerous Business (en) : scénario
- 1920 : Two Weeks : scénario
- 1920 : The Love Expert : scénario
- 1920 : The Branded Woman : scénario
- 1920 : The Perfect Woman : scénario
- 1920 : In Search of a Sinner : scénario
- 1921 : Mama's Affair de Victor Fleming : scénario
- 1921 : Woman's Place de Victor Fleming : histoire
- 1922 : Polly of the Follies : scénario
- 1922 : Red Hot Romance de Victor Fleming : scénario
- 1923 : Dulcy de Sidney Franklin : scénario
- 1924 : Three Miles Out : scénario
- 1925 : Learning to Love : scénario
- 1926 : Camille de Ralph Barton : Rôle de Camille
- 1927 : Stranded : histoire.
- 1927 : Publicity Madness : histoire.
- 1928 : Gentlemen Prefer Blondes : scénario
- 1929 : The Fall of Eve : histoire
- 1931 : L'Assommoir (The Struggle) de D. W. Griffith : scénario
- 1932 : La Femme aux cheveux rouges (Red-Headed Woman) : scénario
- 1932 : Blondie of the Follies : dialogues
- 1933 : Le Chant du Nil (The Barbarian) : scénario et dialogues
- 1933 : Rose de minuit (Midnight Mary): histoire originale
- 1933 : Dans tes bras (Hold Your Man): scénario
- 1934 : La Belle du Missouri (The Girl from Missouri) : scénario original
- 1935 : Biography of a Bachelor Girl : scénario
- 1936 : La Loi du plus fort (Riffraff) : scénario
- 1936 : San Francisco : scénario
- 1937 : Mama Steps Out : scénario
- 1937 : Saratoga : scénario original
- 1939 : Femmes (The Women) : scénario
- 1940 : Le Cargo maudit (Strange Cargo), de Frank Borzage
- 1940 : Suzanne et ses idées (Susan and God) : scénario
- 1941 : Les Oubliés (Blossoms in the Dust) : scénario
- 1941 : Duel de femmes (When Ladies Meet) de Robert Z. Leonard : scénario
- 1941 : L'aventure commence à Bombay (They met in Bombay) de Clarence Brown : scénario
- 1942 : Ma femme est un ange (I Married an Angel) de W. S. Van Dyke : scénario